# Keep It Hood
Keep It Hood è un EP del rapper MC Eiht.
Pubblicato il 4 gennaio 2013, è stato prodotto da Brenk Sinatra. L'EP contiene 7 tracce, alcune delle quali contenenti scratch di DJ Premier.

## Tracce
1. Where U Goin' 2 – 3:42
2. The Reign – 3:37
3. Bigg – 2:43
4. 811 – 2:36
5. Blue Stamp – 3:45
6. Let's Do This – 2:27
7. Make Me Some Mo – 3:28